# The Zutons
The Zutons — британская музыкальная группа, играющая инди-рок. Коллектив сформировался в Ливерпуле в 2001 году. Дебютный альбом группы, названный Who Killed...... The Zutons? и выпущенный в апреле 2004 года, получил статус «платинового» в Великобритании, был высоко оценён музыкальными критиками и номинирован на премию Mercury Prize. В 2006 и 2008 годах группа выпустила второй (Tired of Hanging Around) и третий (You Can Do Anything) альбомы. Главный хит группы — песня «Valerie», также известная благодаря кавер-версии в исполнении Марка Ронсона и Эми Уайнхаус.

## История группы
Коллектив The Zutons появился в 2001 году со знакомства ливерпульского певца и гитариста Дэвида Маккейба с ударником Шоном Пайном. Название группы произошло от прозвища Билла Харклроуда, гитариста, работавшего с Капитаном Бифхартом и его группой The Magic Band. Билл носил прозвище Zoot Horn Rollo, часть которого стала названием новой группы. К Маккейбу и Пайну присоединились гитарист Боян Чаудери и басист Расселл Притчард, немного позже участницей группы стала девушка Пайна, саксофонистка Эби Хардинг.
Группа подписала контракт с ливерпульским лейблом Deltasonic и в 2003 году приступила к работе над своим дебютным альбомом Who Killed... The Zutons?. Идеи для песен участники черпали из малобюджетных кинофильмов 1950-х и британского рока 1960-х. Альбом вышел в апреле 2004 года и оказался коммерчески успешным, к концу года получив платиновый статус. Также он был тепло встречен критиками и номинирован на премию Mercury Prize (которая в итоге досталась группе Franz Ferdinand), кроме того, в 2005 году The Zutons были номинированы на премию Brit Awards в номинации «прорыв года», но проиграли группе Keane.
В апреле 2006 года The Zutons выпустили свой второй альбом, получивший название Tired of Hanging Around. Как и дебютный альбом группы он оказался успешным и достиг второй позиции в национальном хит-параде Великобритании. Две песни из альбома, «Why Won’t You Give Me Your Love» и «Valerie», выпущенные в виде синглов, вошли в верхнюю десятку песенного хит-парада. В октябре 2007 года кавер-версия «Valerie» в исполнении Марка Ронсона и Эми Уайнхаус достигла второй строчки британского хит-парада и возглавила хит-парад Нидерландов.
Летом 2007 года гитарист Боян Чаудери покинул The Zutons и вскоре создал собственную группу. Ему на замену взяли Пола Моллоя, ранее игравшего в группе The Stands. С новых гитаристом The Zutons записали свой третий альбом, You Can Do Anything, работа над которым велась в Лос-Анджелесе под руководством продюсера Джорджа Дракулиаса. Альбом вышел 2 июня 2008 года, через неделю после выхода сингла «Always Right Behind You».

## Состав группы
- Дэвид Маккейб — вокал, гитара
- Расселл Притчард — бас-гитара
- Шон Пайн — барабаны
- Эби Хардинг — саксофон
- Пол Моллой — гитара (с 2008 года)

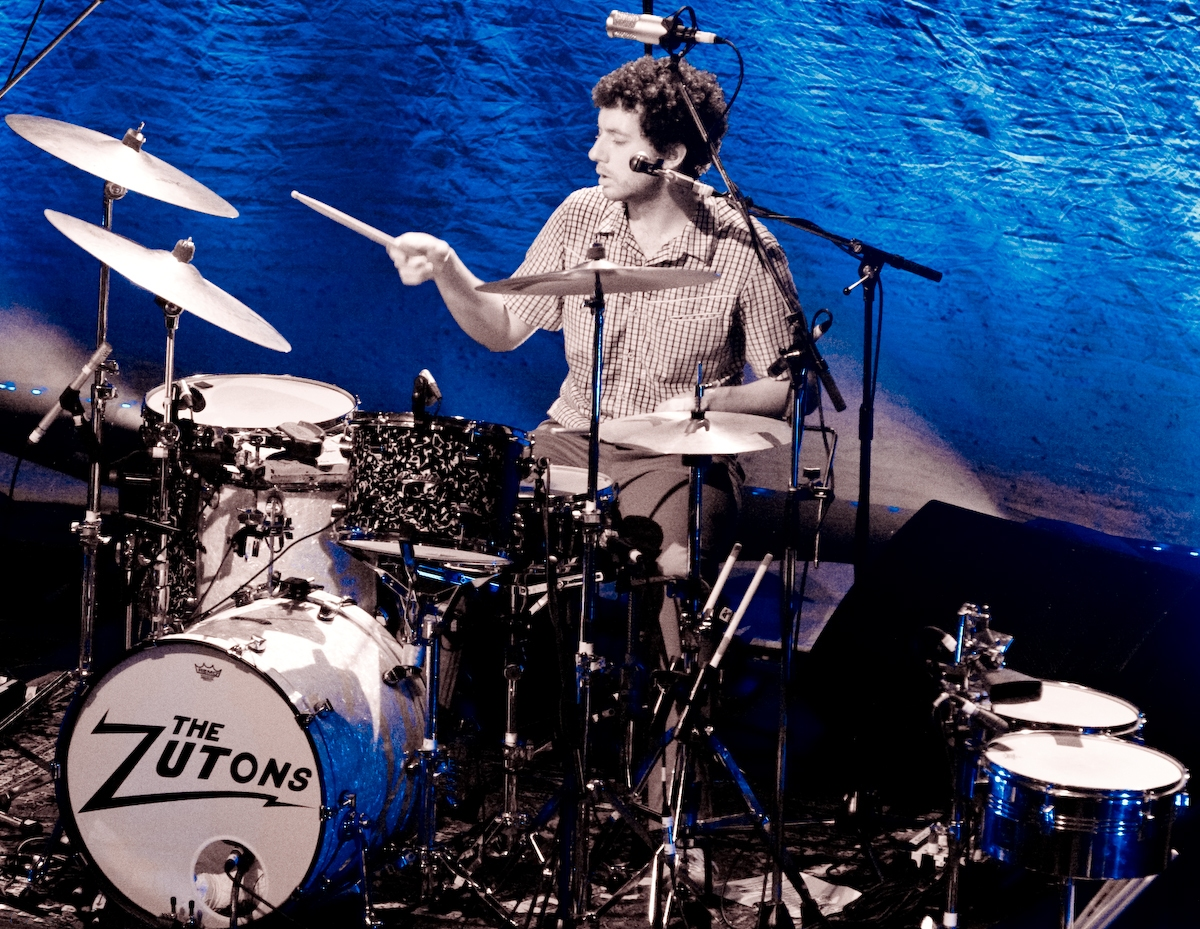
Барабанщик Шон Пайн

- Боян Чаудери — гитара (до 2007 года)

## Дискография
- 2004 — Who Killed...... The Zutons?
- 2006 — Tired of Hanging Around
- 2008 — You Can Do Anything